# Медаль Румфорда
Меда́ль Ру́мфорда (англ. Rumford Medal) — щорічна нагорода, яку присуджує Лондонське королівське товариство за видатні досліди в галузі фізики. Заснована 1796 року на основі пожертви в розмірі 5000 доларів США від англо-американського вченого, винахідника, державного та громадського діяча Бенджаміна Томпсона, відомішого як граф Румфорд (він і став першим лауреатом нагороди). 
Медаль із позолоченого срібла супроводжується грошовою премією в розмірі 2000 фунтів стерлінгів. На аверсі медалі зображено профіль графа Румфорда, оточений латинським написом «BENIAMIN AB RVMFORD S · ROM · IMP · COMES INSTITVIT MDCCXCVI» («Заснував Бенджамін із Румфорда, граф Священної Римської імперії. 1796»), на реверсі — вінок із дубового та лаврового листя навколо латинського напису «OPTIME IN LVCIS CALORISQVE NATVRA EXQVIRENDA MERENTI ADIVDICAT SOC:REG:LOND:» («Найкращому в вивченні природи світла та тепла по заслугах присуджує Лондонське королівське товариство»). Кандидати на отримання медалі відбираються Радою Королівського товариства (англ. Council of the Royal Society) за рекомендацією Комітету з нагород за фізичні науки (англ. Physical Sciences Awards Committee).

## Лауреати

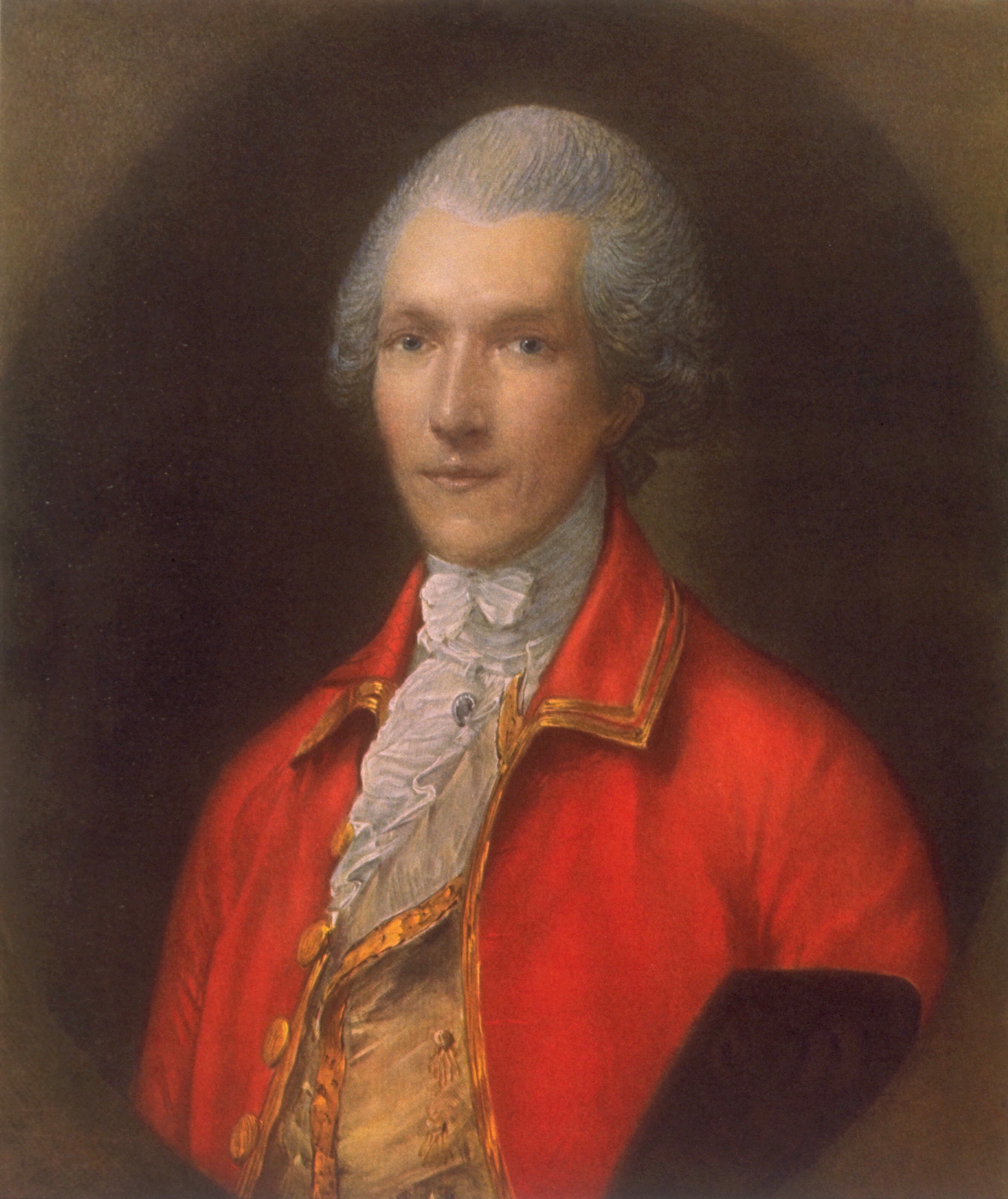
Бенджамін Томпсон (з 1791 — граф Румфорд; 1753—1814). Портрет роботи Томаса Гейнсборо. 1783

Нагороду присуджували громадянам Великої Британії 64 рази, Франції — 13 разів, Німеччини — 8 разів, Нідерландів — 7 разів, США і Швеції — по 4 рази, Італії — 2 рази, Австралії, Бельгії, Люксембургу, Мексики, Нової Зеландії і Угорщини — по одному разу. Останній за часом лауреат медалі — британський фізик Тоні Белл, нагороджений 2024 року «за основоположний внесок у розроблення теорії прискорення та походження космічних променів».
| Рік  | Ім’я                                                    | Країна                    | Формулювання | Оригінальне формулювання (англ.) | #      |
| ---- | ------------------------------------------------------- | ------------------------- | --- | --- | ------ |
| 1800 | Бенджамін Томпсон                                       | Велика Британія           | За різноманітні відкриття, які відносяться до тепла та світла | For his various discoveries respecting Heat and Light | [ 6 ]  |
| 1802 | не присуджували                                         | —                         | — | — | [ 2 ]  |
| 1804 | Джон Леслі                                              | Велика Британія           | За «Експерименти над теплом», опубліковані у складі праці під назвою «Експериментальне вивчення природи та поширення тепла» | For his Experiments on Heat, published in his work, entitled, An Experimental Enquiry into the Nature and Propagation of Heat | [ 2 ]  |
| 1806 | не присуджували                                         | —                         | — | — | [ 2 ]  |
| 1808 | Вільям Мердок                                           | Велика Британія           | За публікацію про використання коксового газу з метою освітлення | For his publication of the employment of Gas from Coal, for the purpose of illumination | [ 7 ]  |
| 1810 | Етьєн Луї Малюс                                         | Франція                   | За відкриття деяких нових властивостей відбитого світла | For the discovery of certain new properties of Reflected Light, published in the second volume of the Memoires d’Arcueil | [ 8 ]  |
| 1812 | не присуджували                                         | —                         | — | — | [ 2 ]  |
| 1814 | Вільям Чарлз Веллс                                      | Велика Британія           | За «Дослід про росу», опублікований протягом попереднього (1813) року | For his Essay on Dew, published in the course of the preceding (1813) year | [ 9 ]  |
| 1816 | Гамфрі Деві                                             | Велика Британія           | За дослідження горіння та полум'я, опубліковані у останньому томі «Філософських праць» | For his Papers on Combustion and Flame, published in the last volume of the Philosophical Transactions | [ 10 ] |
| 1818 | Девід Брюстер                                           | Велика Британія           | За відкриття, пов'язані з поляризацією світла | For his Discoveries relating to the Polarization of Light | [ 11 ] |
| 1820 | не присуджували                                         | —                         | — | — | [ 2 ]  |
| 1822 | не присуджували                                         | —                         | — | — | [ 2 ]  |
| 1824 | Огюстен Жан Френель                                     | Франція                   | За розвиток хвильової теорії світла стосовно до явищ поляризованого світла, а також за ряд важливих відкриттів у фізичній оптиці | For his Development of the Undulatory Theory as applied to the Phenomena of Polarized Light, and for his various important discoveries in Physical Optics | [ 12 ] |
| 1826 | не присуджували                                         | —                         | — | — | [ 2 ]  |
| 1828 | не присуджували                                         | —                         | — | — | [ 2 ]  |
| 1830 | не присуджували                                         | —                         | — | — | [ 2 ]  |
| 1832 | Джон Фредерік Даніелл                                   | Велика Британія           | За дослідження під назвою «Подальші експерименти з новим лічильником-пірометром»; за вимірювання розширення твердих речовин, опубліковане у «Філософських працях» за 1831 рік | For his Paper, entitled, Further Experiments with a new Register Pyrometer, for measuring the expansion of Solids, published in the Philosophical Transactions for 1831 | [ 13 ] |
| 1834 | Мачедоніо Меллоні                                       | Італія                    | За відкриття, які відносяться до теплового випромінювання | For his discoveries relevant to radiant heat | [ 14 ] |
| 1836 | не присуджували                                         | —                         | — | — | [ 2 ]  |
| 1838 | Джеймс Девід Форбс                                      | Велика Британія           | За експерименти в галузі поляризації тепла, звіт про які був опублікований у «Працях Королівського товариства Единбургу» | For his experiments on the polarization of heat, of which an account was published in the Transactions of the Royal Society of Edinburgh | [ 15 ] |
| 1840 | Жан-Батіст Біо                                          | Франція                   | За дослідження кругової поляризації світла та пов'язаних з нею явищ | For his researches in, and connected with, the circular polarization of light | [ 16 ] |
| 1842 | Вільям Генрі Фокс Талбот                                | Велика Британія           | За відкриття та вдосконалення у фотографії | For his discoveries and improvements in photography | [ 17 ] |
| 1844 | не присуджували                                         | —                         | — | — | [ 2 ]  |
| 1846 | Майкл Фарадей                                           | Велика Британія           | За відкриття оптичних явищ, викликаних впливом магнітів та електричних струмів у певних прозорих середовищах, докладний звіт про які був опублікований у дев'ятнадцятій серії його експериментальних досліджень в галузі електрики, розміщений у «Філософських працях» за 1845 рік та у «Філософському журналі» | For his discovery of the optical phenomena developed by the action of magnets and electric currents in certain transparent media, the details of which are published in the nineteenth series of his experimental researches in electricity, inserted in the Philosophical Transactions for 1845 and in the Philosophical Magazine | [ 18 ] |
| 1848 | Анрі Віктор Реньо                                       | Франція                   | За експерименти з установлення законів та числових даних, які входять у розрахунки парових машин | For his experiments to determine the laws and the numerical data which enter into the calculation of steam engines | [ 19 ] |
| 1850 | Франсуа Араго                                           | Франція                   | За експериментальні дослідження поляризованого світла, заключні мемуари про які надсилалися у паризьку Академію наук протягом двох останніх років | For his experimental investigations on polarized light, the concluding memoirs on which were communicated to the Academy of Sciences of Paris during the last two years | [ 2 ]  |
| 1852 | Джордж Габрієль Стокс                                   | Велика Британія           | За відкриття змін у заломленні світла | For his discovery of the change in the refrangibility of light | [ 2 ]  |
| 1854 | Ніл Арнотт                                              | Велика Британія           | За успішне створення бездимної колосникової решітки та інші цінні розробки у використанні тепла для обігріву та вентиляції приміщень | For the successful construction of the smokeless fire grate lately introduced by him, and for other valuable improvements in the application of heat to the warming and ventilation of apartments | [ 2 ]  |
| 1856 | Луї Пастер                                              | Франція                   | За відкриття природи виноградної кислоти та її поведінки при поляризації світла, а також дослідження, до яких привело це відкриття | For his discovery of the nature of racemic acid and its relations to polarized light, and for the researches to which he was led by that discovery | [ 2 ]  |
| 1858 | Жюль Жамен                                              | Франція                   | За різноманітні експериментальні дослідження світла | For his various experimental researches on light | [ 2 ]  |
| 1860 | Джеймс Клерк Максвелл                                   | Велика Британія           | За дослідження складу кольорів та інші праці з оптики | For his researches on the composition of colours, and other optical papers | [ 2 ]  |
| 1862 | Густав Роберт Кірхгоф                                   | Пруссія                   | За дослідження фіксованих ліній сонячного спектру, а також інверсії яскравих ліній у спектрах штучного світла | For his researches on the fixed lines of the solar spectrum, and on the inversion of the bright lines in the spectra of artificial light | [ 2 ]  |
| 1864 | Джон Тіндаль                                            | Велика Британія           | За дослідження в галузі поглинання та випромінювання тепла газами та парами | For his researches on the absorption and radiation of heat by gases and vapours | [ 2 ]  |
| 1866 | Арман Іпполіт Луї Фізо                                  | Франція                   | За оптичні дослідження, особливо за вивчення ефекту впливу тепла на силу заломлення прозорих тіл | For his optical researches, & especially for his investigations into the effect of heat on the refractive power of transparent bodies | [ 2 ]  |
| 1868 | Бальфур Стюарт                                          | Велика Британія           | За дослідження кількісного та якісного співвідношення між властивостями тіл поглинати та випромінювати тепло та світло, уперше опубліковані у 1858 та 1859 роках | For his researches on the qualitative as well as quantitative relation between the emissive and absorptive powers of bodies for heat and light, published originally in [1858 & 1859] | [ 2 ]  |
| 1870 | Альфред Де Клуазо                                       | Франція                   | За дослідження в галузі оптичної мінералогії | For his researches in mineralogical optics | [ 2 ]  |
| 1872 | Андерс Йонас Ангстрем                                   | Швеція                    | За дослідження в галузі спектрального аналізу | For his researches on spectral analysis | [ 2 ]  |
| 1874 | Норман Лок'єр                                           | Велика Британія           | За спектроскопічні дослідження Сонця та хімічних елементів | For his spectroscopic researches on the Sun and on the chemical elements | [ 2 ]  |
| 1875 | Джон Вільям Дрейпер                                     | США                       | За дослідження електромагнітного випромінювання | For his Researches on Radiant Energy | [ 2 ]  |
| 1876 | П'єр Жуль Сезар Жансен                                  | Франція                   | За численні та важливі дослідження в галузі випромінювання та поглинання світла, проведені переважно за допомогою спектроскопа | For his numerous & important researches in the radiation & absorption of light, carried on chiefly by means of the spectroscope | [ 2 ]  |
| 1878 | Марі-Альфред Корню                                      | Франція                   | За різноманітні оптичні дослідження, особливо за перевизначення швидкості поширення світла | For his various optical researches, and especially for his recent redetermination of the velocity of the propagation of light | [ 2 ]  |
| 1880 | Вільям Гаґґінс                                          | Велика Британія           | За важливі дослідження в галузі астрономічної спектроскопії, особливо за визначення радіального компонента власного руху зір | For his important researches in astronomical spectroscopy, and especially for his determination of the radial component of the proper motions of stars | [ 2 ]  |
| 1882 | Вільям де Вайвлеслі Ебней                               | Велика Британія           | За фотографічні дослідження, а також відкриття методу фотографування менш заломлених частин спектру, особливо у інфрачервоній області; крім того, за дослідження поглинальних властивостей різних складних тіл в цій частині спектру | For his photographic researches and his discovery of the method of photographing the less refrangible part of the spectrum, especially the infra-red region; also for his researches on the absorption of various compound bodies in this part of the spectrum | [ 2 ]  |
| 1884 | Тобіас Тален                                            | Швеція                    | За спектроскопічні дослідження | For his spectroscopic researches | [ 2 ]  |
| 1886 | Семюел Пірпонт Ленглі                                   | США                       | За дослідження спектру за допомогою болометра | For his researches on the spectrum by means of the Bolometer | [ 2 ]  |
| 1888 | П'єтро Таккіні                                          | Італія                    | За важливі і тривалі дослідження, які значно поглибили наші знання в галузі фізики Сонця | For important and long-continued investigations, which have largely advanced our knowledge of the physics of the Sun | [ 2 ]  |
| 1890 | Генріх Герц                                             | Німецька імперія          | За роботу в галузі електромагнітного випромінювання | For his work in electromagnetic radiation | [ 2 ]  |
| 1892 | Нільс Крістофер Дюнер                                   | Швеція                    | За спектроскопічні дослідження зір | For his spectroscopic researches on stars | [ 2 ]  |
| 1894 | Джеймс Дьюар                                            | Велика Британія           | За дослідження властивостей речовини при вкрай низьких температурах | For his researches on the properties of matter at extremely low temperatures | [ 2 ]  |
| 1896 | Філіпп Едуард Антон фон Ленард Вільгельм Конрад Рентген | Німецька імперія          | За дослідження явищ, що виникають навколо високовакуумної трубки при пропущенні крізь неї електричного розряду | For their investigations of the phenomena produced outside a highly exhausted tube through which an electrical discharge is taking place | [ 2 ]  |
| 1898 | Олівер Лодж                                             | Велика Британія           | За дослідження в області випромінювання, а також зв'язків між речовиною і ефіром | For his researches in radiation and in the relations between matter and ether | [ 2 ]  |
| 1900 | Антуан Анрі Беккерель                                   | Франція                   | За відкриття в області радіації, випромінюваної ураном | For his discoveries in radiation proceding [sic] from uranium | [ 2 ]  |
| 1902 | Чарлз Алджернон Парсонс                                 | Велика Британія           | За успішне застосування парової турбіни в промислових цілях, а також нещодавнє застосування останньої в мореплаванні | For his success in the application of the steam turbine to industrial purposes, and for its recent extension to navigation | [ 2 ]  |
| 1904 | Ернест Резерфорд                                        | Нова Зеландія             | За дослідження радіоактивності, особливо за відкриття існування і властивостей газоподібних еманацій радіоактивних тіл | For his researches on radio-activity, particularly for his discovery of the existence and properties of the gaseous emanations from radio-active bodies | [ 2 ]  |
| 1906 | Х'ю Лонгборн Каллендар                                  | Велика Британія           | За експериментальну роботу в галузі тепла | For his experimental work on heat | [ 2 ]  |
| 1908 | Гендрік Антон Лоренц                                    | Нідерланди                | На підставі досліджень в області оптичної та електричної наук | On the ground of his investigations in optical and electrical science | [ 2 ]  |
| 1910 | Генріх Рубенс                                           | Німецька імперія          | На підставі досліджень випромінювання, особливо довгохвильового | On the ground of his researches on radiation, especially of long wave length | [ 2 ]  |
| 1912 | Гейке Камерлінг-Оннес                                   | Нідерланди                | На підставі досліджень в області низьких температур | On the ground of his researches at low temperatures | [ 2 ]  |
| 1914 | Джон Вільям Стретт (лорд Релей)                         | Велика Британія           | На підставі досліджень в області термодинаміки і випромінювання | On the ground of his investigations in thermo-dynamics and on radiation | [ 2 ]  |
| 1916 | Вільям Генрі Брегг                                      | Велика Британія           | На підставі досліджень рентгенівського випромінювання | On the ground of his researches in X-ray radiation | [ 2 ]  |
| 1918 | Шарль Фабрі Альфред Перо                                | Франція                   | На підставі внеску в оптику | On the ground of their contributions to optics | [ 2 ]  |
| 1920 | Роберт Стретт (4-й барон Релей)                         | Велика Британія           | На підставі досліджень властивостей газів у високому вакуумі | On the ground of his researches into the properties of gases at high vacua | [ 2 ]  |
| 1922 | Пітер Зееман                                            | Нідерланди                | За дослідження в галузі оптики | For his researches in optics | [ 2 ]  |
| 1924 | Чарлз Вернон Бойз                                       | Велика Британія           | За винахід газового калориметра | For his invention of the gas calorimeter | [ 2 ]  |
| 1926 | Артур Шустер                                            | Велика Британія           | За заслуги перед фізичною наукою, особливо в галузі оптики і земного магнетизму | For his services to physical science, especially in the subjects of optics and terrestrial magnetism | [ 2 ]  |
| 1928 | Фрідріх Пашен                                           | Веймарська республіка     | За внесок у знання про спектри | For his contributions to the knowledge of spectra | [ 2 ]  |
| 1930 | Петер Дебай                                             | Нідерланди                | За роботу, пов'язану з виміром питомої теплоємності і рентгенівською спектроскопією | For his work relating to specific heats and X-ray spectroscopy | [ 2 ]  |
| 1932 | Фріц Габер                                              | Веймарська республіка     | За видатну за важливістю роботу в області фізичної хімії, особливо в застосуванні термодинаміки до хімічних реакцій | For the outstanding importance of his work in physical chemistry, especially in the application of thermodynamics to chemical reactions | [ 2 ]  |
| 1934 | Вандер Йоханнес де Гааз                                 | Нідерланди                | За дослідження властивостей тіл при низьких температурах, особливо за недавню роботу про охолодження за допомогою адіабатичного розмагнічування | For his researches on the properties of bodies at low temperatures, and in particular, for his recent work on cooling by the use of adiabatic demagnetisation | [ 2 ]  |
| 1936 | Ернест Джон Коукер                                      | Велика Британія           | За дослідження з використання поляризованого світла для прямого вивчення напружень у прозорих моделях інженерних споруд | For his researches on the use of polarized light for investigating directly the stresses in transparent models of engineering structures | [ 2 ]  |
| 1938 | Роберт Вільямс Вуд                                      | США                       | На знак визнання видатної роботи і відкриттів у багатьох областях фізичної оптики | In recognition of his distinguished work and discoveries in many branches of physical optics | [ 2 ]  |
| 1940 | Манне Сігбан                                            | Швеція                    | За новаторську роботу в галузі високоточної рентгенівської спектроскопії та її [практичних] застосувань | For his pioneer work in high precision X-ray spectroscopy and its applications | [ 2 ]  |
| 1942 | Гордон Міллер Борн Добсон                               | Велика Британія           | На знак визнання видатної роботи в області фізики верхніх шарів атмосфери і застосування результатів цієї роботи у метеорології | In recognition of his outstanding work on the physics of the upper air and its application to meteorology | [ 2 ]  |
| 1944 | Гаррі Рікардо                                           | Велика Британія           | На знак визнання важливого внеску в дослідження двигуна внутрішнього згоряння, який справив значний вплив на розробку різних типів [двигунів] | In recognition of his important contributions to research on the internal combustion engine, which have greatly influenced the development of the various types | [ 2 ]  |
| 1946 | Альфред Егертон                                         | Велика Британія           | На знак визнання його провідної ролі в застосуванні сучасної фізичної хімії для вирішення безлічі нагальних технологічних задач | In recognition of his leading part in the application of modern physical chemistry to many technological problems of pressing importance | [ 2 ]  |
| 1948 | Френсіс Саймон                                          | ФРН                       | За видатний внесок в отримання низьких температур і вивчення властивостей речовин поблизу абсолютного нуля | For his outstanding contributions to the attainment of low temperatures and to the study of the properties of substances at temperatures near the absolute zero | [ 20 ] |
| 1950 | Френк Віттл                                             | Велика Британія           | За новаторський внесок у вивчення реактивного руху літальних апаратів | For his pioneering contributions to the jet propulsion of aircraft | [ 21 ] |
| 1952 | Фріц Церніке                                            | Нідерланди                | На знак визнання видатного внеску в розвиток фазовоконтрастної мікроскопії | In recognition of his outstanding work in the development of phase contrast microscopy | [ 22 ] |
| 1954 | Сесіл Реджинальд Берч                                   | Велика Британія           | За видатний внесок у технологію отримання високих вакуумів і розробку мікроскопа-рефлектора | For his distinguished contributions to the technique for the production of high vacua and to the development of the reflecting microscope | [ 23 ] |
| 1956 | Френк Філіп Боуден                                      | Австралія                 | На знак визнання видатної роботи з вивчення природи тертя | In recognition of his distinguished work on the nature of friction | [ 24 ] |
| 1958 | Томас Ральф Мертон                                      | Велика Британія           | На знак визнання видатних досліджень у галузі спектроскопії і оптики | In recognition of his distinguished researches in spectroscopy and optics | [ 25 ] |
| 1960 | Альфред Ґордон Ґейдон                                   | Велика Британія           | На знак визнання видатної роботи в галузі молекулярної спектроскопії, особливо її використання у вивченні явищ горіння | In recognition of his distinguished work in the field of molecular spectroscopy and particularly its application to the study of flame phenomena | [ 2 ]  |
| 1962 | Дадлі Моріс Ньюітт                                      | Велика Британія           | На знак визнання видатного внеску в хімічне машинобудування | In recognition of his distinguished contributions to chemical engineering | [ 26 ] |
| 1964 | Гендрік ван де Гулст                                    | Нідерланди                | На знак визнання видатної роботи в області [вивчення] процесів розсіювання в міжпланетному середовищі, а також передбачення 21-сантиметрової спектральної лінії міжзоряного нейтрального водню | In recognition of his distinguished work on the scattering processes in the interplanetary medium and his prediction of the 21 cm spectral line from interstellar neutral hydrogen | [ 2 ]  |
| 1966 | Вільям Пенне                                            | Велика Британія           | На знак визнання видатного і першочергового особистого внеску у становлення рентабельної ядерної енергетики у Великій Британії | In recognition of his distingsuihed [sic] and paramount personal contribution to the establishment of economic nuclear energy in Great Britain | [ 27 ] |
| 1968 | Денніс Габор                                            | Угорщина                  | На знак визнання видатного внеску в оптику, особливо у встановлення принципів голографії | In recognition of his distinguished contributions to optics, especially by establishing the principles of holography | [ 28 ] |
| 1970 | Крістофер Хінтон (барон Хінтон Бенксайдський)           | Велика Британія           | На знак визнання видатного внеску в машинобудування, а також [успішного] керівництва групами машинобудівного проєктування в хімічній і атомно-енергетичній промисловості та в галузі вироблення електрики | In recognition of his outstanding contributions to engineering and of his leadership of engineering design teams in the chemical and atomic energy industries and in electricity generation | [ 29 ] |
| 1972 | Безіл Джон Мейсон                                       | Велика Британія           | На знак визнання видатного внеску в метеорологію, особливо у фізику хмар | In recognition of his distinguished contributions to meteorology, particularly the physics of clouds | [ 30 ] |
| 1974 | Алан Коттрелл                                           | Велика Британія           | На знак визнання внеску у фізичну металургію, особливо за поглиблення знань про роль дислокації в розламуванні металів | In recognition of his contributions to physical metallurgy and particularly extending knowledge of the role of dislocation in the fracture of metals | [ 2 ]  |
| 1976 | Ілля Пригожин                                           | Бельгія                   | На знак визнання видатного внеску в теорію нерівноважної термодинаміки | In recognition of his distinguished contributions to the theory of irreversible thermodynamics | [ 2 ]  |
| 1978 | Джордж Портер                                           | Велика Британія           | На знак визнання видатних досліджень дуже швидких хімічних реакцій за допомогою імпульсного фотолізу | In recognition of his distinguished studies of very fast chemical reactions by flash photolysis | [ 31 ] |
| 1980 | Вільям Френк Вайнен                                     | Велика Британія           | На знак визнання відкриття кванта циркуляції надтекучого гелію та розробки нової техніки точних вимірювань у рідкому гелії | In recognition of his discovery of the quantum of circulation in superfluid helium and his development of new techniques for precise measurements within liquid helium | [ 2 ]  |
| 1982 | Чарлз Горрі Вінн                                        | Велика Британія           | На знак визнання унікального внеску в розробку оптичних інструментів — від великих телескопів до оптики бульбашкової камери | In recognition of his unique contribution to the design of optical instruments ranging from large telescopes to bubble-chamber optics | [ 2 ]  |
| 1984 | Гарольд Гопкінс                                         | Велика Британія           | На знак визнання значного внеску в теорію і розробку оптичних інструментів, особливо величезної кількості важливих нових медичних інструментів, що сприяли значному прогресу клінічної діагностики та хірургії | In recognition of his many contributions to the theory and design of optical instruments, especially of a wide variety of important new medical instruments which have made a major contribution to clinical diagnosis and surgery | [ 2 ]  |
| 1986 | Деніс Рук                                               | Велика Британія           | На знак визнання внеску в науковий розвиток газової промисловості | In recognition of his contributions to scientific developments in the gas industry | [ 32 ] |
| 1988 | Фелікс Вайнберг                                         | Велика Британія           | На знак визнання новаторської роботи в області оптичної діагностики та електричних аспектів горіння, а також фундаментальних досліджень проблем полум'я, пов'язаних з реактивними двигунами і промисловими печами | In recognition of his pioneering work on optical diagnostics and electrical aspects of combustion and his fundamental studies of flame problems associated with jet engines and furnaces | [ 33 ] |
| 1990 | Волтер Ерік Спір                                        | Велика Британія           | За відкриття і впровадження техніки осадження та характеризації тонких плівок високоякісного аморфного кремнію, а також демонстрацію можливості їхнього легування для створення корисних електронних пристроїв — високорентабельних фотоелементів і масивів тонкоплівкових транзисторів, що використовуються в комерційних плоских рідкокристалічних кольорових телевізійних екранах | For discovering and applying techniques for depositing and characterising thin films of high quality amorphous silicon and for demonstrating that these can be doped to give useful electronic devices, such as cost-effective solar cells and large arrays of thin film transistors, now used in commercial, flat-panel, LCD colour TV screens | [ 34 ] |
| 1992 | Гарольд Невілл Везайл Темперлі                          | Велика Британія           | На знак визнання великого і винахідливого внеску у прикладну математику і статистичну фізику, особливо у вивчення фізичних властивостей рідин і розробку алгебри Темперлі — Ліба | In recognition of his wide-ranging and imaginative contributions to applied mathematics and statistical physics, especially in the physical properties of liquids and the development of the Temperley-Lieb algebra | [ 2 ]  |
| 1994 | Ендрю Келлер                                            | Велика Британія           | На знак визнання внеску в науку про полімери, особливо за з'ясування природи кристалізації полімерів — фундаментального інгредієнта багатьох матеріалів; за [нові] методи створення міцних синтетичних волокон і розуміння [природи] полімерних розчинів, що лежать в основі цієї технології | In recognition of his contributions to polymer science, in particular his elucidation of the basis of polymeric crystallization, a fundamental ingredient in many materials, to methods of making strong fibres and to the understanding of polymer solutions which underlie this technology | [ 35 ] |
| 1996 | Гренвілл Тернер                                         | Велика Британія           | На знак визнання роботи над методом аргон-аргонного датування і доведення цієї технології до високоточного рівня, що зробив можливим її широке використання при датуванні позаземних і земних порід | In recognition of his work on the 40Ar/39Ar method of dating developing this technique to a sophisticated level and one which is widely used for dating extraterrestrial and terrestrial rocks | [ 36 ] |
| 1998 | Річард Френд                                            | Велика Британія           | На знак визнання передових досліджень у галузі розвитку електроніки на полімерній основі і оптоелектроніки, що зумовили надзвичайно швидке зростання робіт, спрямованих на створення пластикових електронних дисплеїв, які володіють перевагами мінімальної собівартості, гнучкості і можливості вибору між зігнутою і плоскою поверхнею | In recognition of his leading research in the development of polymer-based electronics and optoelectronics leading to a very rapid growth of development activities aimed at plastic electronic displays, with advantages of very low cost, flexibility, and the option of curved or flat surfaces | [ 37 ] |
| 2000 | Вілсон Сібетт                                           | Велика Британія           | На знак визнання досліджень в галузі науки і технології надкороткоімпульсного лазера. У роботі, присвяченій електронно-оптичним камерам, він вперше продемонстрував техніку субпікосекундної хроноскопії, при якій камери, шляхом синхронного повторення, можуть функціонувати як осцилографи. Проведено новаторську роботу, присвячену синхронізації мод за допомогою здвоєного резонатора; відкрита автором техніка автосинхронізаціі мод зробила можливим комерційне використання субпікосекундних імпульсів широкого діапазону настроювання. Крім того, він застосував лазерні напівпровідникові пристрої з діодним накачуванням для зміни частоти в нелінійній оптиці, продемонструвавши перший у світі твердотільний оптичний параметричний осцилятор | In recognition of his research on ultra-short pulse laser science and technology. In his work on streak cameras, he first demonstrated the technique of sub-picosecond chronoscopy whereby the cameras, by synchronous repetition, can function as oscilloscopes. He conducted pioneering work on coupled cavity modelocking, and his discovery of the technique of sels-modelocking led to the commercialisation of sub-picosecond pulses over a wide tuning range. He also exploited diode-pumped solid-state lasers in nonlinear optics for frequency conversion by demonstrating the world’s first all-solid-state optical parametric oscillator | [ 38 ] |
| 2002 | Девід Кінг                                              | Велика Британія           | За видатний внесок у фундаментальне розуміння структури та динаміки хімічних процесів на твердих поверхнях | For his outstanding contributions to our fundamental understanding of the structure and dynamics of reaction processes on solid surfaces | [ 39 ] |
| 2004 | Річард Діксон                                           | Велика Британія           | На знак визнання значного внеску в молекулярну спектроскопію і динаміку молекулярної фотодисоціації | In recognition of his many contributions to molecular spectroscopy and to the dynamics of molecular photodissociation | [ 40 ] |
| 2006 | Жан-П'єр Хансен                                         | Люксембург                | За новаторську роботу про розтопи солей і щільні плазми, яка зробила можливим кількісне розуміння структури і динаміки сильно корельованих іонних рідин | For his pioneering work on molten salts and dense plasmas that has led the way to a quantative understanding of the structure and dynamics of strongly correlated ionic liquids | [ 41 ] |
| 2008 | Едвард Гайндс                                           | Велика Британія           | За всебічну і надзвичайно новаторську роботу з ультрахолодною речовиною | For his extensive and highly innovative work in ultra-cold matter | [ 42 ] |
| 2010 | Гілберт Лонзарик                                        | Велика Британія           | За видатну роботу з вивчення новітніх типів квантової речовини з використанням новаторських інструментів і технічних прийомів | For his outstanding work into novel types of quantum matter using innovative instrumentation and techniques | [ 2 ]  |
| 2012 | Рой Тейлор                                              | Велика Британія           | За видатний внесок у дослідження в галузі перестроюваних надкороткоімпульсних лазерів і нелінійної волоконної оптики (у тому числі волоконних раманівських, солітонних і супернеперервних лазерних генераторів), який проклав шлях від фундаментальних відкриттів до практичної технології | For his outstanding contributions to tunable ultrafast lasers and nonlinear fibre optics, including fibre Raman, soliton and supercontinuum laser sources, which translated fundamental discoveries to practical technology | [ 2 ]  |
| 2014 | Джеремі Бомберг                                         | Велика Британія           | За видатну винахідливість у нанофотоніці, проявлену при дослідженні численних оригінальних наноструктур як штучного, так і природного походження з метою підтримки новітніх плазмонних явищ, які мають відношення до раманівської спектроскопії, продуктивності фотоелементів і застосування метаматеріалів | For his outstanding creativity in nanophotonics, investigating many ingenious nanostructures, both artificial and natural to support novel plasmonic phenomena relevant to Raman spectroscopy, solar cell performance and meta-materials applications | [ 2 ]  |
| 2016 | Ортвін Гесс                                             | Німеччина Велика Британія | За піонерську працю в галузі активної наноплазмоніки і оптичних метаматеріалів з квантовим посиленням | For his pioneering work in active nano-plasmonics and optical metamaterials with quantum gain | [ 2 ]  |
| 2018 | Йен Волмслі                                             | Велика Британія           | За піонерську працю в галузі квантового контроля світла і матерії протягом надкоротких часових інтервалів, особливо за винахід і впровадження нової техніки опису квантових і класичних світлових полів | For pioneering work in the quantum control of light and matter on ultrashort timescales, especially the invention and application of new techniques for characterization of quantum and classical light fields | [ 2 ]  |
| 2019 | Майлз Педжетт                                           | Велика Британія           | За передові досліди в галузі оптичного момента импульсу, у тому числі кутової форми парадокса Ейнштейна — Подольського — Розена | For world leading research on optical orbital momentum including an angular form of the Einstein–Padolsky–Rosen [sic] paradox | [ 2 ]  |
| 2020 | Патрік Гілл                                             | Велика Британія           | За розробку оптичних атомних годинників виняткової точності, ультрастабільних лазерів і стандартів частоти для фундаментальної фізики, обробки квантової інформації, вивчення космосу, супутникової навігації та спостереження [за поверхнею] Землі | For his development of optical atomic clocks of exquisite precision, of ultra-stable lasers and of frequency standards for fundamental physics, quantum information processing, space science, satellite navigation and Earth observation | [ 2 ]  |
| 2021 | Карлос Френк                                            | Мексика Велика Британія   | За виявлення з допомогою складного комп’ютерного моделювання, як невеликі флуктуації у ранньому Всесвіті перетворюються на сьогоднішні галактики | For revealing via elaborate computer simulations, how small fluctuations in the early universe develop into today’s galaxies | [ 2 ]  |
| 2022 | Реймонд Пьєргамберт                                     | США                       | За різнобічний внесок у фізику атмосфери, що використовує фундаментальні принципи фізики для пояснення явищ в усьому спектрі планетних атмосфер | For his wide-ranging contributions to atmospheric physics, employing fundamental principles of physics to elucidate phenomena across the spectrum of planetary atmospheres | [ 2 ]  |
| 2023 | Поліна Байвель                                          | Велика Британія           | За новаторський внесок у фундаментальну фізику і нелінійну оптику, який дозволив реалізувати високопродуктивні, широкосмугові, багатохвильові оптичні системи зв’язку, що лягли в основу революції інформаційних технологій | For pioneering contributions to the fundamental physics and nonlinear optics, enabling the realisation of high capacity, broad bandwidth, multi-wavelength, optical communication systems that have underpinned the information technology revolution | [ 2 ]  |
| 2024 | Тоні Белл                                               | Велика Британія           | За основоположний внесок у розроблення теорії прискорення та походження космічних променів | For his seminal contributions to theoretical developments of cosmic ray acceleration and origins | [ 2 ]  |